# Arvato
Die Arvato Group ist als einer von insgesamt sieben Geschäftsbereichen des Bertelsmannkonzerns eine Gruppe weltweit tätiger Dienstleistungsunternehmen mit Hauptsitz in Gütersloh. Das Portfolio besteht aus Logistik- und Supply-Chain-Management-Lösungen (Arvato), Finanzdienstleistungen, beispielsweise als Payment-Service-Provider (Riverty) sowie IT-Services wie dem Betrieb von Servicecentern und IT-Systemen (Arvato Systems). Arvato geht auf den Druck- und Industriebereich von Bertelsmann zurück, den heutigen Namen führt das Unternehmen seit 1999.
Arvato ist ein Akronym aus den Anfangsbuchstaben der Wörter Ar-s (lateinisch Kunst), Va-riation, T-echnik und O-rganisation.

## Geschichte

### Gründung der Vereinigten Verlagsauslieferung
Um die Nachfrage aus dem Lesering und dem Schallplattenring bedienen zu können, erweiterte Bertelsmann Mitte der 1950er Jahre seine Lager- und Versandkapazitäten massiv. 1959 wurde das Kommissionshaus Buch und Ton gegründet, um die Produktions- und Service-Infrastruktur für andere Verlage zu öffnen. Bertelsmann profitierte aufgrund damit einhergehender Skaleneffekte davon. Von der Lufthansa wurde eine Lochkarten-Kartei in der Zentrale des Leserings übernommen, was den Grundstein für das IT-Know-how des Unternehmens bildete. Das Kommissionshaus Buch und Ton war zunächst ein Einzelunternehmen mit Reinhard Mohn als alleinigem Inhaber.  1968 ging aus dem Betrieb schließlich die Vereinigte Verlagsauslieferung (VVA) mit Sitz in Gütersloh hervor. Unternehmensgegenstand war die Auslieferung von Druckerzeugnissen und Schallplatten „im Namen und für Rechnung Dritter an deren Kunden“.

### Unternehmensbereich Druck und Industrie
Ähnlich verfuhr Bertelsmann mit seinen Druckereien, seit 1948 gebündelt in der Firma Mohndruck. Nachdem man leistungsstarke Maschinen gekauft hatte, die einer hohen Auslastung bedurften, verstärkte man in den 1960er Jahren die Akquisition von Fremdaufträgen. In den 1970er und 1980er Jahren gründete und kaufte Bertelsmann weitere Druck- und Logistik-Dienstleister in Frankreich, Großbritannien, Spanien und anderen europäischen Staaten. Diese wurden Teil des Bereichs Druck und Industrie bei Bertelsmann, den ab 1976 der spätere Vorstandsvorsitzende Mark Wössner leitete. Unter seiner Führung stieg Bertelsmann 1983 in die Distribution von Software und Computern ein. Bis Mitte der 1980er Jahre erreichte der Anteil der Druck- und Industriesparte am Konzernumsatz mehr als 20 Prozent. Ende der 1980er Jahre intensivierte man das Engagement in den Vereinigten Staaten. 1993 startete Bertelsmann im Auftrag der Lufthansa das Bonusprogramm Miles & More. Microsoft übertrug im Zuge der Einführung von Windows 95 den Kundenservice für Deutschland, Österreich und die Schweiz an Bertelsmann.

### Umstrukturierung und Umfirmierung
Anfang 1996 wurde der Unternehmensbereich Druck und Industrie in einer Aktiengesellschaft unter dem Namen Bertelsmann Industrie zusammengefasst. Grund war, dass Bertelsmann den Dienstleistungsbereich noch stärker ausbauen wollte. Zu diesem Zeitpunkt hatte das Unternehmen weltweit rund 12.600 Mitarbeiter und erwirtschaftete einen Umsatz in Höhe von 3,28 Milliarden D-Mark. 1999 wurde das Unternehmen in Bertelsmann Arvato umbenannt, was den Wandel von der Druck- und Industriesparte zum internationalen Kommunikations- und Mediendienstleister verdeutlichen sollte. Die Bezeichnung Arvato ist ein Kunstwort ohne besondere Bedeutung. Unter der Führung von Gunter Thielen, der 2002 zum Vorstandsvorsitzenden von Bertelsmann aufstieg, wurden auch die Schallplatten- und CD-Presswerke von Sonopress sowie die Lexikonverlage in Arvato integriert. Mit Amtsantritt von Hartmut Ostrowski als Vorstandsvorsitzender von Arvato im Jahr 2002 legte das Unternehmen das Präfix Bertelsmann im Firmennamen ab, verwendete ihn jedoch weiterhin im Logo (Eigenschreibweise arvato BERTELSMANN). Arvato wurde in die Geschäftsbereiche Print (Druckereien), Services (Distribution und Logistik), Storage Media (Speichermedien) und Systems (IT und Rechenzentren) gegliedert.

### Wandel des Geschäftsmodells
Aufgrund rückläufiger Katalog- und Zeitschriftenauflagen gründete Arvato mit Axel Springer und Gruner + Jahr das Unternehmen Prinovis. 2005 wurden unter diesem Dach sämtliche Tiefdruckereien der Beteiligten zusammengefasst, was Prinovis zum Marktführer in Europa machte. Parallel begann Arvato, Dienstleistungen für den öffentlichen Sektor anzubieten. Erster Kunde in diesem Bereich war der Kreis East Riding of Yorkshire. Arvato übernahm etwa den Einzug lokaler Steuern oder die Auszahlung von Sozialleistungen. In den folgenden Jahren gewannen Distribution und Logistik stärker an Bedeutung: 2007 wurden die Geschäftsfelder Direct Services und Logistics Services unter Arvato Services vereinigt. In Deutschland gewann das Unternehmen weitere Kunden für diesen Bereich, wozu neben Verlagen beispielsweise auch Unternehmen der IT- und High-Tech-Branche sowie Internet- und Mobilfunkunternehmen zählten. Zum Jahreswechsel 2007/2008 wurde Rolf Buch neuer Vorstandsvorsitzender von Arvato, nachdem Hartmut Ostrowski zum Nachfolger von Gunter Thielen als Bertelsmann-CEO ernannt worden war. Unter seiner Führung brachte Arvato unter anderem das Bonusprogramm DeutschlandCard auf den Markt. Während Ostrowski die internationale Expansion forciert hatte, legte Buch den Fokus wieder stärker auf den Heimatmarkt Deutschland.

### Reintegration der Stabsfunktionen
Anfang der 2010er Jahre übernahm Arvato die verbleibenden Anteile von Gruner + Jahr an Prinovis. Anfang 2012 bündelte Bertelsmann schließlich einen Großteil der Druckereien des Konzerns in der Geschäftseinheit Be Printers. Grund für die Trennung des Unternehmens von seinen Druckereien war vor allem, dass die Geschäfte in den Bereichen IT, Hightech und E-Commerce wuchsen, während die Druckereien seit Jahren leicht rückläufig waren. Ende 2012 folgte auf Rolf Buch überraschend Achim Berg, ein ausgewiesener Experte für die genannten Geschäftsfelder. Berg fädelte unter anderem die Übernahme des insolventen E-Commerce-Dienstleisters Netrada im Jahr 2014 ein, die zu einem massiven Ausbau der Position im Markt für Mode-Logistik führte. Nachdem Berg zwei Jahre später Arvato wieder verließ, ernannte der Bertelsmann-Aufsichtsrat Fernando Carro zu seinem Nachfolger, allerdings direkt in den Vorstand des Bertelsmann-Konzerns, da gleichzeitig der Arvato-Vorstand im Rahmen des Konzernumbaus komplett aufgelöst und durch Geschäftsführer ersetzt wurde. Einer dieser neuen Geschäftsführer-Posten wurde dabei ebenfalls mit Carro besetzt. Die Stabsfunktionen von Arvato werden seitdem direkt von der Bertelsmann-Zentrale und von den Geschäftsbereichen wahrgenommen. 2016 wurde die Firma Arvato AG auf die Muttergesellschaft Bertelsmann SE & Co. KGaA verschmolzen und aus dem Handelsregister gelöscht.

## Organisation

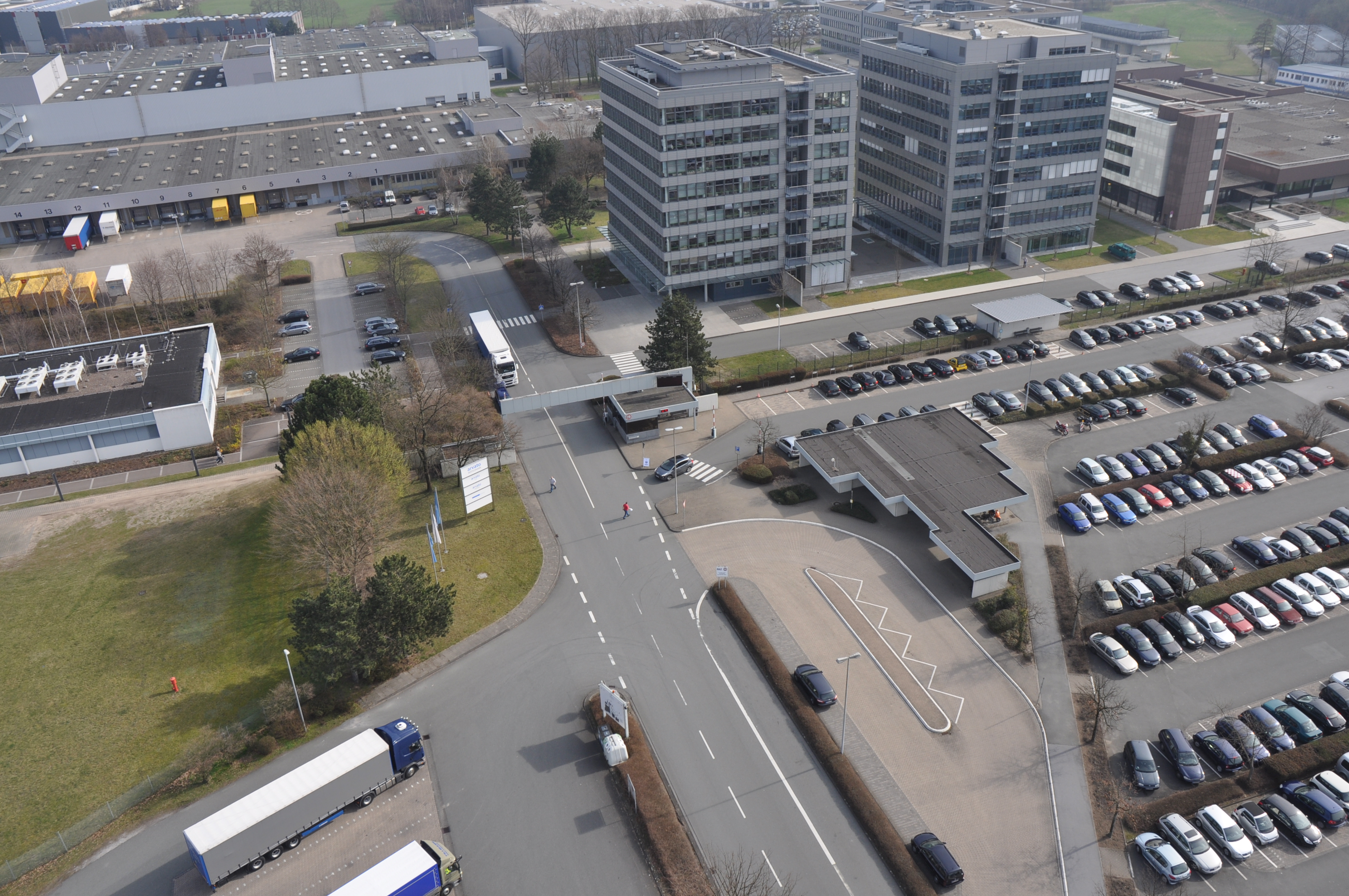
Zentrale von Arvato (2012)

Arvato ist einer von acht Unternehmensbereichen bei Bertelsmann. Zusammen mit der 2016 gegründeten Bertelsmann Printing Group bildet er das Dienstleistungssegment des Gütersloher Konzerns. Gemessen am Umsatz in Höhe von 4,8 Milliarden Euro war Arvato nach der RTL Group im Geschäftsjahr 2015 der zweitgrößte Unternehmensbereich von Bertelsmann. Mehr als die Hälfte der Erlöse wurde außerhalb Deutschlands erzielt, wobei Frankreich und die Vereinigten Staaten die wichtigsten Auslandsmärkte waren. Zum Konsolidierungskreis von Arvato gehörten 2015 rund 230 Tochter-, fünf Gemeinschafts- und ein assoziiertes Unternehmen. Für den Betrieb der Geschäfte gibt es an vielen Standorten eigene Tochtergesellschaften.
Im Geschäftsjahr 2015 hatte Arvato weltweit 72.457 Mitarbeiter, was einem Anstieg von 1.804 Beschäftigten im Vergleich zum Vorjahr entspricht. Arvato ist seit 2014 in sogenannten Solution Groups organisiert, die unter Achim Berg eingeführt wurden. Diese sind nicht nach Produkten oder Technologien, sondern nach Anforderungen und Geschäften der Kunden strukturiert und arbeiten weitgehend selbstständig. An ihrer Spitze steht jeweils ein Geschäftsführer beziehungsweise Chief Executive Officer. Derzeit existieren vier Solution Groups für Customer-Relationship-Management, Supply-Chain-Management, Finanzdienstleistungen und IT-Dienstleistungen. Bertelsmann löste mit Amtsantritt von Carro im Sommer 2015 den Arvato-Vorstand auf, das Unternehmen wird heute von einem Management Board geleitet. Ihm gehören Thomas Rabe, Bernd Hirsch, Immanuel Hermreck, Thomas Mackenbrock, Rolf Hellermann, Andreas Krohn, Frank Schirrmeister, Frank Kebsch und Matthias Moeller an.

## Leistungen
After Sales Solutions
Arvato übernimmt sämtliche Dienstleistungen, die nach dem Verkauf von Produkten Dritter an Endverbraucher anfallen. Dazu zählen etwa die Reparatur und Aufbereitung defekter Geräte.
Corporate Information Management
Diesem Bereich sind Leistungen zugeordnet, die die Logistik von Marketing- und Vertriebsmaterialien und anderen Dokumenten betreffen. Arvato organisiert etwa deren Produktion, Bevorratung und Verteilung. In den vergangenen Jahren gewann vor allem die Verbindung digitaler und gedruckter Werke an Bedeutung.
CRM & Customer Services
Dieser Bereich befasst sich mit Kundenservice. Arvato übernimmt für seine Auftraggeber alle zugehörenden Aktivitäten wie Callcenter und Data-Mining-Prozesse sowie Lösungen für den öffentlichen Sektor sind hier eingeordnet.
Diesem Geschäftsfeld sind ebenfalls die rund 600 Mitarbeiter zuzuordnen, die auf Facebook gemeldete Einträge auf Einhaltung der Gemeinschaftsstandards des sozialen Netzwerks prüfen. Für diesen Geschäftsbereich gründete Arvato zusammen mit dem marokkanischen Konzern Saham das Unternehmen Majorel. Majorel wurde 2023 von Teleperformance übernommen.
E-Commerce Solutions
Das Spektrum der Dienstleistungen des Unternehmens im Bereich des elektronischen Handels reicht von der Einrichtung und dem Betrieb von Websites über die Bereitstellung der IT-Infrastruktur bis hin zur Logistik der Waren.
Financial Solutions
Die Finanzdienstleistungen von Arvato umfassen unter anderem die Zahlungsabwicklung sowie Factoring, Inkasso, Bonitätsprüfung von Verbrauchern und Risikomanagement.
Arvato Systems
Siehe Arvato Systems
Supply Chain Solutions (SCS) & Logistics
Dieser Bereich befasst sich mit den Wertschöpfungs- und Lieferketten vom Produzenten bis zum Endkunden.

## Kritik

### Personal- und Lohnpolitik
Die Personal- und Lohnpolitik von Arvato ist immer wieder Gegenstand von Diskussionen: 2005 baute Arvato Direct Services in Cottbus ein Callcenter auf. Das Unternehmen geriet in die Kritik, sich durch Maßnahmen zur Aktivierung und beruflichen Eingliederung in ungewöhnlichem Umfang Arbeitsplätze von der Arbeitsagentur finanzieren zu lassen. Diese Ansicht teilte unter anderem ver.di. 2007 bemängelte die Gewerkschaft die Wiedereinführung der 40-Stunden-Woche bei Arvato Services. 2012 mussten Mitarbeiter aufgrund eines Stellenabbaus bei Arvato Entertainment Lohneinbußen hinnehmen. Arvato wies die Kritik in diesem Fall zurück, weil der Schritt zuvor mit ver.di besprochen worden war.

### Wirtschaftsauskunftei
2005 kaufte Arvato die Wirtschaftsauskunftei Infoscore mit Sitz in Baden-Baden. Das Daten-, Informations- und Forderungsmanagement beider Unternehmen wurde in Arvato Infoscore mit insgesamt 1.700 Mitarbeitern zusammengeführt. Die Tochtergesellschaft geriet aufgrund zweifelhafter Auskünfte immer wieder in die Kritik.
So berichtete etwa 2012 der NDR über einen Versandhändler, der einer Kundin die Zahlung auf Rechnung verweigerte, weil ihre Bonität als schlecht eingestuft worden war. Der Versandhändler verwies dabei auf eine Bewertung von Arvato Infoscore. Obwohl das Unternehmen kaum mehr als Name und Adresse der Kundin gekannt habe und keine negativen Angaben vorgelegen hätten, bewertete es ihre Kreditwürdigkeit aufgrund soziodemografischer Merkmale mit einer schlechten Note. Nach einem Prüfbericht des Landesbeauftragten für den Datenschutz in Baden-Württemberg wurden außerdem veraltete Daten benutzt. Ähnliche Vorwürfe erhob 2013 der WDR: Das Verbrauchermagazin Markt überprüfte anhand von 80 Beispielen, die Zuschauer zur Verfügung gestellt hatten, verschiedene Wirtschaftsauskunfteien. Die Redaktion kam zu dem Ergebnis, dass insbesondere Arvato Infoscore häufig nicht nachvollziehbare Einschätzungen geliefert habe. Es wurde ein „deutliches Gefälle bei der Qualität der Auskünfte“ bemängelt. Weiterhin wies das Magazin darauf hin, dass sich die Beschwerden über Scoring-Anbieter häuften.
Neben den kritisierten Auskünften wurde auch der Datenschutz bei Arvato Infoscore mehrfach beanstandet. 2015 fand der Radiosender NDR Info heraus, dass über das Portal für Mieterselbstauskünfte nur nach Angabe von Name, Adresse und Geburtsdatum einer Person Auskünfte erteilt werden. Arvato Infoscore gebe ohne weitere Überprüfung der Identität beispielsweise Auskunft über Schulden, Pfändungen und Ratenzahlungen. Dadurch werde Missbrauch Tür und Tor geöffnet, argumentierten Kritiker. Arvato Infoscore begründete seine Praxis damit, dass die Einholung einer Mieterselbstauskunft ausschließlich für die eigene Person erlaubt sei. Dennoch wurde das beanstandete Portal abgeschaltet.
2016 berichtete der SWR, dass Arvato Infoscore die Fahrpreisnacherhebung im Auftrag der Deutschen Bahn abwickelt. Im Zuge dessen würden Informationen ohne Wissen der betroffenen Personen weitergegeben, was der Jurist Karl-Nikolaus Peifer als Verstoß gegen Datenschutz und Wettbewerbsrecht einstufte. Der SWR zeigte auf, dass Arvato Infoscore die Fahrpreisnacherhebung der Deutschen Bahn bei der Beurteilung der Kreditwürdigkeit einzelner Kunden negativ berücksichtigte. Der Sitz der Firma wurde 2015 nach Verl verlegt; sie nannte sich 2020 in Paigo um. Im Jahr 2022 erfolgte erneut eine Umbenennung in Riverty.

### Löschzentrum für Facebook
Das im Auftrag von Facebook betriebene Löschzentrum stand in der Vergangenheit u. a. wegen der hohen psychischen Belastung für die Mitarbeiter sowie den zum Teil unklaren Regeln für Löschungen in der Kritik.
Facebook begründet die Löschungen und Sperrungen auf Grundlage von allgemeinen Geschäftsbedingungen. Im Juli 2021 urteilte der Bundesgerichtshof jedoch, dass „die Geschäftsbedingungen von Facebook vom 19. April 2018 zur Löschung von Nutzerbeiträgen und Kontensperrung bei Verstößen gegen die in den Bedingungen festgelegten Kommunikationsstandards unwirksam sind“.

### Aufbrechen von Wohnungstüren britischer Gaskunden
Im Januar 2023 machte die Tageszeitung The Times publik, dass Mitarbeiter von Arvato Financial Solutions Limited Wohnungstüren von Gaskunden mit Zahlungsrückstand aufgebrochen hatten, um zwangsweise Vorkasse-Gaszähler einzubauen.
Unter den Betroffenen waren auch eine junge Mutter mit einem vier Wochen alten Baby, eine Frau mit einer geistigen Erkrankung und Familien mit körperbehinderten Angehörigen. Die Regulierungsbehörde Ofgem wies alle Versorgungsunternehmen an, den zwangsweisen Einbau von Vorkasse-Gaszählern zu stoppen. Ein Bertelsmann-Sprecher äußerte, für jeden Einbau solcher Zähler habe ein Gerichtsbeschluss (warrant) vorgelegen. Durch die 2021 und 2022 gestiegenen Preise für Energie sind mehr Menschen als früher im Zahlungsrückstand.